# Irma Georgijewna Machinja
Irma Georgijewna Machinja (russisch Ирма Георгиевна Махиня, englisch Irma Makhinia, wiss. Transliteration Irma Georgievna Machinja; * 6. September 2002) ist eine russische Skispringerin. Bei den Olympischen Winterspielen in Peking gewann sie im russischen Mixed-Team die Silbermedaille.

## Werdegang
Irma Machinja startete international zum ersten Mal am 11. und 12. Juli 2019 im kasachischen Schtschutschinsk im FIS Cup, wo sie den sechsten und ersten Platz belegte. Direkt darauf debütierte sie am 13. und 14. Juli 2019 am selben Ort im Continental Cup, wo sie den sechsten und achten Platz erreichte und damit direkt ihre ersten Continental-Cup-Punkte erlangte.
Bei den Continental-Cup-Wettbewerben im norwegischen Rena am 25. und 26. Januar 2020 erreichte Machinja mit einem fünften und einem zweiten Platz ihre bis dahin besten Continental-Cup-Platzierungen sowie ihren ersten Podestplatz im Continental Cup.
Am 1. und 2. Februar 2020 debütierte Machinja bei den Wettbewerben in Oberstdorf im Skisprung-Weltcup, wo sie mit den Plätzen 30 und 28 auch direkt ihre ersten Weltcup-Punkte holte. Am 23. Februar 2020 erreichte sie in Ljubno ihr bis dahin bestes Weltcup-Resultat als 15. Bei den Nordischen Skiweltmeisterschaften 2021 in Oberstdorf belegte sie in den Einzelwettbewerben die Plätze 23 von der Normalschanze und 30 von der Großschanze. Mit der russischen Frauenmannschaft landete sie auf dem sechsten Rang und den Mixed-Teamwettbewerb beendete sie als Siebte.
Bei den Olympischen Winterspielen in Peking gewann sie im russischen Mixed-Team gemeinsam mit Danil Sadrejew, Irina Awwakumowa und Jewgeni Klimow die Silbermedaille. Im Einzelwettbewerb wurde sie Zehnte.

## Statistik

### Weltcup-Platzierungen
| Saison  | Platz | Punkte |
| ------- | ----- | ------ |
| 2019/20 | 36.   | 028    |
| 2020/21 | 34.   | 052    |
| 2021/22 | 39.   | 046    |

### Grand-Prix-Platzierungen
| Saison | Platz | Punkte |
| ------ | ----- | ------ |
| 2021   | 32.   | 047    |

### Continental-Cup-Platzierungen
| Saison  | Sommer | Sommer | Winter | Winter | Gesamt | Gesamt |
| Saison  | Platz  | Punkte | Platz  | Punkte | Platz  | Punkte |
| ------- | ------ | ------ | ------ | ------ | ------ | ------ |
| 2019/20 | 072.   | 022    | 005.   | 235    | 004.   | 307    |
| 2021/22 | –      | –      | –      | –      | 063.   | 048    |